# Distrito electoral de Atterberry n.º 10
Atterberry n.º 10 (en inglés: Atterberry No. 10 Precinct) es un distrito electoral ubicado en el condado de Menard en el estado estadounidense de Illinois. En el Censo de 2010 tenía una población de 191 habitantes y una densidad poblacional de 3,37 personas por km².

## Geografía
Atterberry n.º 10 se encuentra ubicado en las coordenadas 40°2′36″N 89°56′53″O / 40.04333, -89.94806. Según la Oficina del Censo de los Estados Unidos, Atterberry n.º 10 tiene una superficie total de 56.68 km², de la cual toda corresponde a tierra firme.

## Demografía
Según el censo de 2010, había 191 personas residiendo en Atterberry n.º 10. La densidad de población era de 3,37 hab./km². De los 191 habitantes de Atterberry n.º 10 el 98,95% eran blancos, el 0,52% eran afroamericanos y el 0,52% pertenecían a dos o más razas. Del total de la población el 0,52% eran hispanos o latinos de cualquier raza.